# Temporada de huracanes del Atlántico de 2019
La temporada de huracanes del Atlántico de 2019 fue el cuarto año consecutivo de temporadas superiores a la media y dañinas que datan de 2016. Está vinculado con 1969 como la quinta temporada de huracanes del Atlántico más activa registrada en términos de tormentas nombradas, con 18 tormentas nombradas y 20 ciclones tropicales en total, aunque muchos fueron débiles y de corta duración, especialmente hacia el final de la temporada. Seis de las tormentas nombradas alcanzaron el estado de huracán, mientras que tres se intensificaron en huracanes mayores. Fue la cuarta temporada consecutiva récord en presentar al menos un huracán categoría 5, la tercera temporada consecutiva en la que al menos una tormenta toca tierra con intensidad de categoría 5 y la séptima temporada en la que varios ciclones tropicales alcanzan esa categoría. La temporada inició oficialmente el 1 de junio y finalizó el 30 de noviembre de 2019. Estas fechas describen históricamente el período cada año en que la mayoría de los ciclones tropicales se forman en la cuenca del Atlántico y se adoptan por convención. Sin embargo, la ciclogénesis tropical es posible en cualquier época del año, como lo demostró la formación de la tormenta subtropical Andrea el 20 de mayo, marcando el quinto año consecutivo récord donde se desarrolló un ciclón tropical o subtropical antes del inicio oficial de la temporada.
El primer huracán de la temporada, Barry, se formó a mediados de julio en el norte del Golfo de México y azotó a Luisiana. Barry produjo inundaciones en Arkansas, Luisiana y Misisipi, con daños por un total de aproximadamente $600 millones (USD 2019). El huracán Dorian, el ciclón tropical más intenso de la temporada, resultó ser el desastre natural más costoso en la historia de las Bahamas, convirtiéndose en el huracán más fuerte que azota el país. En general, Dorian causó daños por $5 mil millones y 84 muertes, principalmente en las Bahamas. La temporada de 2019 fue la cuarta temporada consecutiva récord en presentar al menos un huracán categoría 5 en la escala de huracanes de Saffir-Simpson. Fernand dejó inundaciones en México, con aproximadamente $383 millones en daños y una muerte. El Huracán Humberto produjo daños extensos en Bermudas, por un total de al menos $25 millones y mató a dos personas en las costa Este de los Estados Unidos.
A la deriva sobre Texas, la tormenta tropical Imelda resultó en una devastadora inundación en las partes orientales del estado, con alrededor de $5 mil millones en daños y cinco muertes. Lorenzo, que se convirtió en el huracán atlántico de categoría 5 más oriental registrado, causó 11 muertes después de hundir el remolcador francés Bourbon Rhode y otras 8 muertes por el oleaje en la costa este de los Estados Unidos. Con Dorian y Lorenzo intensificándose en huracanes categoría 5, la temporada se convirtió en una de las siete en presentar múltiples huracanes categoría 5. Además, la tormenta tropical Néstor causó un brote de tornados en el oeste de Florida a mediados de octubre, dejando un daño de $125 millones, mientras que un accidente automovilístico en Carolina del Sur mató a tres personas. La tormenta tropical Olga causó daños moderados e inundaciones en la costa central del Golfo y generó ráfagas de viento con fuerza de huracán hasta el norte de Tennessee. La tormenta dejó una muerte y alrededor de $400 millones en daños. El huracán Pablo se convirtió en la formación de huracán más oriental registrada, superando al huracán Vince en 2005. La temporada concluyó con la tormenta tropical Sebastien, que se convirtió en un ciclón extratropical el 24 de noviembre.
La mayoría de las agencias de pronósticos proyectaron una temporada cercana al promedio o ligeramente superior a la temporada, y muchos esperaban temperaturas de la superficie del mar casi normales pero expresaron incertidumbre sobre la intensidad de El Niño. Finalmente, la actividad con respecto al número de tormentas con nombre superó todos los pronósticos, pero el número de huracanes y huracanes mayores se mantuvo dentro del rango previsto.

## Pronósticos
Antes y durante la temporada, varios servicios meteorológicos nacionales y agencias científicas pronostican cuántas tormentas, huracanes y huracanes mayores (categoría 3 o superior en la escala de huracanes de Saffir-Simpson) se formarán durante una temporada y/o cuántos ciclones tropicales afectar a un país en particular. Estas agencias incluyen el Consorcio de Riesgo de Tormenta Tropical (TSR) del University College London, la Administración Nacional Oceánica y Atmosférica (NOAA) y la Universidad Estatal de Colorado (CSU). Los pronósticos incluyen cambios semanales y mensuales en factores significativos que ayudan a determinar la cantidad de tormentas tropicales, huracanes y huracanes mayores en un año en particular. Algunos de estos pronósticos también tienen en cuenta lo que sucedió en temporadas anteriores y el estado de El Niño-Oscilación del Sur. En promedio, una temporada de huracanes del Atlántico entre 1981 y 2010 contenía doce tormentas tropicales, seis huracanes y tres huracanes mayores, con un índice de Energía Ciclónica Acumulada (ACE) de entre 66 y 103 unidades.

### Previsiones de pretemporada
El primer pronóstico para el año fue publicado por TSR el 11 de diciembre de 2018, que pronosticó una temporada ligeramente por debajo del promedio en 2019, con un total de 12 tormentas nombradas, 5 huracanes y 2 huracanes mayores, debido a la presencia anticipada de las condiciones del fenómeno El Niño. El 4 de abril de 2019, CSU publicó su pronóstico, pronosticando una temporada cercana a la media de 13 tormentas nombradas, 5 huracanes y 2 huracanes mayores. Al día siguiente, TSR publicó un pronóstico actualizado que reiteró sus predicciones anteriores. La Universidad Estatal de Carolina del Norte publicó su pronóstico el 16 de abril, y pronosticó una actividad ligeramente superior a la media con 13–16 tormentas con nombre, 5-7 huracanes y 2-3 huracanes principales. El 6 de mayo, The Weather Company predijo una temporada promedio ligeramente superior, con 14 tormentas nombradas, 7 huracanes y 3 huracanes mayores. La Oficina Meteorológica del Reino Unido publicó su pronóstico el 21 de mayo, y pronosticó 13 tormentas nombradas, 7 huracanes, 3 huracanes mayores y una Energía Ciclónica Acumulada de 109 unidades. El 23 de mayo, la Administración Nacional Oceánica y Atmosférica publicó su primera predicción, que exigía una temporada casi normal con 9–15 sistemas nombradas, 4–8 huracanes y 2–4 huracanes mayores.  El 30 de mayo, TSR publicó un pronóstico actualizado que aumentó el número de huracanes de pronóstico de 5 a 6.

### Previsiones en la media temporada
El 4 de junio, la CSU actualizó su pronóstico para incluir 14 tormentas nombradas, 6 huracanes y 2 huracanes mayor, incluida la tormenta subtropical Andrea. El 11 de junio, la Universidad de Arizona (UA) predijo actividades por encima del promedio: 16 tormentas nombradas, 8 huracanes, 3 huracanes mayores e índice de la Energía Ciclónica Acumulada (ACE) de 150 unidades. El 4 de julio, el TSR lanzó su primera perspectiva de mitad de temporada, aún conservando sus números del pronóstico anterior. El 9 de julio, CSU lanzó su segunda perspectiva de mitad de temporada con los mismos números restantes de su pronóstico anterior. El 5 de agosto, la CSU lanzó su tercera perspectiva de mitad de temporada, aún conservando los mismos números de su pronóstico anterior, excepto el ligero aumento de la cantidad de huracanes. El 6 de agosto, el TSR lanzó su segunda y última perspectiva de mitad de temporada, con los únicos cambios de aumentar el número de tormentas con nombre de 12 a 13. El 8 de agosto, NOAA lanzó su segunda predicción al aumentar las posibilidades de 10–17 tormentas con nombre, 5–9 huracanes y 2–4 huracanes mayores.

## Resumen de la temporada

Bucle satelital del huracán Dorian golpeando las islas Ábaco el 1 de septiembre de 2019 como un huracán de categoría 5 con vientos sostenidos de 185 mph (295 km/h)

La temporada de huracanes del Atlántico de 2019 comenzó oficialmente el 1 de junio. La temporada presentó veinte depresiones tropicales, dieciocho de las cuales se convirtieron en tormentas tropicales o subtropicales. Con dieciocho tormentas con nombre, la temporada empató con 1969 como la quinta más activa desde que comenzaron los registros. Seis de ellos se intensificaron en huracanes, y tres se fortalecieron aún más en huracanes mayores. Fue la cuarta temporada consecutiva de huracanes en el Atlántico con una actividad superior a la media, vinculando el período de 1998-2001. Cinco sistemas se desarrollaron en el Golfo de México, empatando con 1957 y 2003 para el mayor número de ciclones tropicales que se forman en ese cuerpo de agua. Los factores que contribuyeron a una actividad anormalmente alta incluyeron un monzón más fuerte de África occidental, temperaturas oceánicas más cálidas que el promedio y baja cizalladura del viento, particularmente sobre el Atlántico occidental y el Golfo de México. En general, los ciclones tropicales del Atlántico de 2019 causaron colectivamente 120 muertes y alrededor de $11.533 mil millones en daños. La temporada finalizó oficialmente el 30 de noviembre de 2019.
La actividad comenzó antes del inicio oficial de la temporada cuando se formó la tormenta subtropical Andrea el 20 de mayo. Esto marcó el quinto año consecutivo con una actividad de pretemporada, superando el récord anterior de cuatro entre 1951 y 1954. No se formaron tormentas en el mes de junio, pero la actividad se reanudó en julio cuando el huracán Barry se desarrolló el 11 de julio y la depresión tropical tres se formó el 22 de julio. Sin embargo, la ciclogénesis tropical cesó nuevamente durante casi un mes, hasta que la tormenta tropical Chantal se desarrolló el 20 de agosto. El mes de agosto contó con otros dos sistemas, el huracán Dorian y la tormenta tropical Erin, siendo el primero el ciclón tropical más intenso de la temporada. Dorian alcanzó su punto máximo como un huracán categoría 5 con vientos máximos sostenidos de 295 km/h (185 mph) y una presión barométrica mínima de 910 mbar. La temporada de 2019 también marcó el cuarto año consecutivo con al menos un huracán categoría 5 en la cuenca del Atlántico, superando el récord anterior de tres temporadas entre 2003 y 2005.
Septiembre fue el mes más activo de la temporada, con siete tormentas con nombre, incluidas Fernand,  Gabrielle, Humberto, Imelda, Jerry, Karen y Lorenzo. El 29 de septiembre, Lorenzo se convirtió en el huracán categoría 5 más oriental registrado. La temporada se convirtió en la séptima en presentar múltiples huracanes de categoría 5, junto con las temporadas de huracanes de 1932, 1933, 1961, 2005, 2007 y 2017. Octubre presentó una actividad superior a la media, con la formación de Melissa, Nestor, Olga, Pablo y Rebekah, aunque ninguna permaneció como ciclón tropical o subtropical durante más de tres días. Pablo se convirtió en el huracán más oriental registrado, alcanzando esa intensidad al este del poseedor del récord anterior, Vince, en 2005. Además de que Rebekah existió en noviembre, el mes contó con otro sistema, la tormenta tropical Sebastien. La actividad durante la temporada de huracanes en el Atlántico de 2019 concluyó cuando Sebastien hizo la transición a un ciclón extratropical el 24 de noviembre.  La actividad estacional se reflejó con un índice de Energía Ciclónica Acumulada de 132.2025 unidades

## Ciclones tropicales

### Tormenta subtropical Andrea
El 17 de mayo de 2019, el Centro Nacional de Huracanes (NHC) comenzó a pronosticar la formación de un área de baja presión al sur de Bermudas, que tenía el potencial de convertirse más tarde en un ciclón tropical o subtropical. Al día siguiente, una gran área alargada de nubes y tormentas eléctricas se desarrolló bien al este de las Bahamas. La perturbación se organizó gradualmente durante los dos días siguientes a medida que avanzaba hacia el oeste y luego hacia el norte, aunque todavía carecía de una circulación bien definida. Sin embargo, un vuelo de reconocimiento de la Fuerza Aérea  el 20 de mayo reveló que la tormenta tenía un centro bien definido con vientos que alcanzaban una fuerza de vendaval, debido a que estaba involucrado con un nivel superior bajo a su oeste, lo que llevó a la clasificación del sistema como tormenta subtropical y el Centro Nacional de Huracanes (NHC) asignó el nombre de Andrea a las 18:00 UTC de ese día marcando el inicio oficial de la Temporada de huracanes en el Atlántico de 2019. Seis horas después, a las 00:00 UTC del 21 de mayo, Andrea alcanzó su máxima intensidad con vientos de 65 km/h (40 mph) y una presión de 1006 mbar. La incipiente tormenta no duró mucho, ya que la tormenta encontró aire seco del sur y cizalladura del viento. Estas condiciones hostiles causaron que la convección de Andrea se disipara, y la tormenta degeneró en un remanente a las 12:00 UTC de ese mismo día a 60 millas al suroeste de Bermuda.

### Huracán Barry
Una depresión de baja presión en el Medio Oeste comenzó a moverse hacia el sur, hacia el Golfo de México. El 6 de julio, el Centro Nacional de Huracanes (NHC) comenzó a monitorearlo en el valle de Tennessee y pronosticó que se movería hacia el sur, emergería en el noreste del Golfo de México y podría convertirse en un ciclón tropical en varios días. En los próximos días, el canal se desplazó hacia el sur, debido a la influencia de la dirección de una cresta de alta presión, y el canal desarrolló un área amplia de baja presión el 9 de julio, poco antes de que el sistema ingresara al Golfo de México desde la curva de Florida. El sistema de baja presión, aunque todavía carecía de un centro de circulación bien definido, se definió un poco mejor al día siguiente. Como el sistema tenía un alto potencial de producir condiciones de tormenta tropical y marejada ciclónica a lo largo de la costa de Luisiana en los próximos días, el NHC inició advertencias sobre el potencial ciclón tropical dos a las 15:00 UTC del 10 de julio. Posteriormente, el sistema se organizó en una tormenta tropical a las 06:00 UTC del 11 de julio y se le dio el nombre de Barry. El sistema se movió lentamente hacia el oeste, y se intensificó un poco durante los siguientes dos días afectando la costa del golfo de Estados Unidos. El sistema finalmente se convirtió en un huracán a las 12:00 UTC del 13 de julio, convirtiéndose en el primero de la temporada al mismo tiempo que alcanzó su máxima intensidad. Tres horas después, a las 15:00 UTC, Barry tocó tierra cerca de Pecan Island, Luisiana en su intensidad máxima con vientos de 120 km/h (75 mph) y una presión de 993 mbar. Tres horas más tarde, a las 18:00 UTC, el sistema comenzó a debilitarse cayendo al estado de tormenta tropical debido a la interacción con la tierra y un aumento de la cizalladura del viento causando daños extensos a Lafayette, Lake Charles y Baton Rouge. Barry se debilitó gradualmente mientras se movía lentamente hacia el interior, debilitándose en una depresión tropical a las 00:00 UTC del 15 de julio. A las 12:00 UTC del 15 de julio, Barry se debilitó en un remanente bajo sobre el norte de Arkansas. Durante los siguientes días, el remanente de Barry se movió hacia el este mientras se debilitaba gradualmente. antes de ser absorbido por otro sistema frontal frente a las costas de Nueva Jersey el 19 de julio. Barry dejó un saldo de >$ 600 millones a su paso por Estados Unidos.

### Depresión tropical Tres
A principios del 21 de julio, el Centro Nacional de Huracanes comenzó a monitorear una ola tropical ubicada a unas 300 millas al este de las Bahamas para el desarrollo potencial de un ciclón tropical. A pesar de que la perturbación tenía una baja probabilidad de formación como un ciclón tropical, se produjo una rápida organización al día siguiente, con un desarrollo cerrado de circulación de bajo nivel, ya que la convección profunda aumentó en asociación con el pequeño sistema de baja presión. Posteriormente, a las 12:00 UTC del 22 de julio, el sistema se convirtió en la depresión tropical Tres. Poco después de su formación la depresión tocó tierra en Andros, Bahamas con vientos de 45 km/h (30 mph) y una presión de 1013 mbar. A lo largo del día no hubo cambios en la intensidad. A las 06:00 UTC del día siguiente la depresión se había fortalecido un poco y alcanzó su máxima intensidad de vientos de 55 km/h (35 mph) mientras que su presión se mantuvo en 1013 mbar. Sin embargo, la convección profunda asociada con la depresión tropical pronto se disipó y el ciclón se mantuvo desorganizado. Un avión de reconocimiento de la Fuerza Aérea que investigaba el sistema esa mañana no encontró evidencia de circulación en la superficie, y a las 18:00 UTC de ese día, la depresión tropical degeneró en un valle de baja presión mientras se encontraba frente a la costa este de Florida. Los restos de la tormenta continuaron moviéndose hacia el norte, antes de ser absorbidos por un sistema frontal varias horas más tarde, temprano al día siguiente. Los impactos fueron muy mínimos, con solo 1-3 pulgadas de lluvia en el sur de Florida y las Bahamas.

### Tormenta tropical Chantal
A fines del 16 de agosto, el Centro Nacional de Huracanes comenzó a monitorear un canal de superficie ubicado sobre Jacksonville, Florida, para el desarrollo de ciclones tropicales. Se desarrolló un pequeño sistema de baja presión en asociación con el canal a medida que se movía hacia el noreste a lo largo de la costa este de los Estados Unidos, aunque la proximidad del sistema a la costa impidió un desarrollo significativo en ese momento. Aunque no se pronosticó que las condiciones ambientales favorecieran un desarrollo significativo, la actividad de tormentas eléctricas asociada con el sistema se organizó mejor el 20 de agosto y la circulación se definió mejor y se convirtió en la Depresión Tropical Cuatro a las 18:00 UTC de ese día. A las 00:00 UTC del 21 de agosto, el sistema había desarrollado una circulación superficial bien definida y estaba produciendo vientos de fuerza de tormenta tropical al sur de su centro, lo que resultó en la clasificación de la tormenta tropical Chantal sobre el extremo norte del Atlántico. En este punto Chantal había alcanzado su máxima intensidad con vientos sostenidos de 65 km/h (40 mph) y una presión de 1007 mbar. Durante todo el día 21 de julio Chantal permaneció sin cambios en intensidad, ya que se encontraba sobre aguas más frías en el Atlántico norte. Chantal duró 24 horas como tormenta tropical antes de debilitarse en una depresión tropical a las 00:00 UTC del 22 de agosto. Después de su debilitamiento a una depresión tropical, Chantal permaneció por 30 horas sin ningún tipo de cambio en su intensidad antes de convertirse en un remanente bajo a las 18:00 UTC del 23 de agosto al oeste de las Azores

### Huracán Dorian
Los orígenes de Dorian se remontan a una ola tropical en la corriente monzónica en el Atlántico. El sistema procedió a atravesar el Atlántico. El 23 de agosto, el Centro Nacional de Huracanes (NHC) comenzó a monitorear el potencial de desarrollo de este sistema. El 24 de agosto, el sistema formó una circulación cerrada, que fue encontrada por escaneos ASCAT. Por lo tanto, el NHC lo designó como Depresión tropical Cinco a las 06:00 UTC de ese día, ubicado aproximadamente a 700 millas al este-sureste de Barbados. El ciclón luego se intensificó un poco más y se organizó en la tormenta tropical Dorian doce horas después, a las 18:00 UTC de ese día. El sistema estaba luchando con aire seco, convección encerada y menguada. Más tarde, el 25 de agosto, Dorian sólo se fortaleció un poco, alcanzando una intensidad de 85 km/h (50 mph) y una presión de 1007 mbar a las 18:00 UTC de ese día y expandiéndose ligeramente en tamaño. Dorian continuó moviéndose hacia el oeste manteniendo la misma intensidad de vientos sostenidos mientras que la presión solo la disminuyó en 2 mbar  y se acercó extremadamente a Barbados, donde tocó tierra el 27 de agosto a la 01:30 UTC con vientos de 85 km/h (50 mph) y una presión de 1005 mbar trayendo vientos con fuerza de tormenta tropical y fuertes lluvias. Luego comenzó a moverse hacia el noroeste rumbo a Santa Lucía donde tocó tierra ese mismo día a las 11:00 UTC con igual intensidad que cuando tocó tierra en Barbados. Durante dos días, desde las 18:00 UTC del 25 de agosto hasta las 18:00 UTC del 27 de agosto, los vientos sostenidos de Dorian permanecieron en 85 km/h (50 mph) mientras que la presión la disminuyó de 1007 a 1004 mbar. Dorian se sometió a una reubicación del centro más al norte, al oeste de Martinica, lo que convelló a que la isla también experimentara vientos de fuerza de tormenta tropical. Se había predicho que Dorian viajaría al noroeste y pasaría por República Dominicana o Puerto Rico, y que posiblemente su terreno montañoso debilitaría la tormenta tropical. En ese momento, se esperaba que el aire seco y la cizalladura del viento impidieran que Dorian alcanzara el estado de huracán. El 28 de agosto Dorian comenzó a intensificarse y tomó un camino más al norte de lo esperado, pasando por el este de Puerto Rico. A las 15:30 UTC de ese día, Dorian se intensificó a un huracán categoría 1 cuando tocó tierra en Saint Croix en las Islas Vírgenes de los Estados Unidos, con vientos de 120 km/h (75 mph) y una presión de 995 mbar. A las 18:00 UTC de ese mismo día, Dorian tocó tierra por segunda vez en las Islas Vírgenes de los Estados Unidos, en St. Thomas, un poco más fuerte, con vientos de 130 km/h (80 mph) y una presión de 993 mbar. Sin embargo, el pequeño tamaño del huracán impidió que la parte continental de Puerto Rico experimentara vientos con fuerza de huracán o tormenta tropical, aunque no lo fue para las Islas Vírgenes Españolas.
El 29 de agosto, el sistema comenzó a intensificarse un poco con la presión barométrica descendiendo, aunque los vientos se mantuvieron estables en 140 km/h (85 mph). El 30 de agosto, Dorian comenzó con su rápida intensificación y alcanzó el estado de Categoría 2 a las 06:00 UTC de ese día. La intensificación rápida continuó, y la tormenta finalmente alcanzó el estado de huracán mayor como un huracán categoría 3 doce horas después, a las 18:00 UTC de ese mismo día con vientos de 185 km/h (115 mph) y una presión de 968 mbar.  El sistema continuó fortaleciéndose constantemente y alcanzó el estado de Categoría 4 solo seis horas después de haber alcanzado la categoría 3, a las 00:00 UTC del 31 de agosto. Después de golpear las Islas Vírgenes de los Estados Unidos, se pronosticó que Dorian viajaría hacia el noroeste, se intensificaría en un huracán mayor, después giraría a la izquierda, posiblemente golpera el norte de Bahamas, disminuyera la velocidad, comenzaría a curvarse a la derecha, tocaría tierra en Florida o el sur de Georgia, y posiblemente ingresase al golfo de México. A medida que Dorian se acercaba a las Bahamas, los pronósticos mostraron que giraba bruscamente a la derecha hacia el norte sobre Florida. Sin embargo, el modelo europeo comenzó a predecir que Dorian se desviaría hacia el norte frente a la costa de Florida, evitando a Florida los vientos más fuertes en la pared del ojo, aunque no los vientos con fuerza de tormenta tropical. Otros modelos comenzaron a estar de acuerdo con el modelo europeo. Algunos modelos predijeron que Dorian tocaría tierra en Las Carolinas. A lo largo del día 31 de agosto Dorian continuó con su explosiva intensificación, alcanzando vientos máximos sostenidos de 240 km/h (150 mph) y una presión mínima de 942 mbar. El 1 de septiembre, Dorian continuó con su rápida intensificación y a las 06:00 UTC de ese día alcanzó el estado de categoría 5 con vientos de 270 km/h (165 mph) y una presión de 934 mbar. Un dropsonde desplegado por un avión de la Administración Nacional Oceánica y Atmosférica (NOAA) midió una ráfaga de viento de 176 nudos (326 km/h; 203 mph) en la superficie. Dorian continuó intensificándose aún más alcanzado vientos de 285 km/h (180 mph) y una presión central de 927 mbar a las 12:00 UTC de ese día mientras se acercaba peligrosamente a las Bahamas. A las 16:40 UTC del 1 de septiembre, el huracán Dorian tocó tierra en Cayo Elbow, Islas Ábaco en las Bahamas, en su máxima intensidad con vientos máximos sostenidos de 295 km/h (185 mph) y una presión mínima de 910 mbar y con ráfagas de viento de hasta 235 mph (375 km/h). Con vientos sostenidos de 295 km/h (185 mph) y una presión mínima de 910 mbar, el Centro Nacional de Huracanes señaló que Dorian fue el huracán más fuerte en los registros modernos que impactó el noroeste de Bahamas.
La velocidad de avance del huracán Dorian disminuyó alrededor de este tiempo, disminuyendo a un arrastre hacia el oeste de 5 mph (8 km/h).
A medida que la alta presión al norte de Dorian se debilitó, las corrientes de dirección colapsaron,
y el huracán se movió muy lentamente hacia el oeste, golpeando las Islas Ábaco durante varias horas con su
mayor furia. De hecho, la isla experimentó al menos vientos con fuerza de tormenta tropical durante unos 3 días. La velocidad de avance del huracán disminuyó aún más, y Dorian comenzó a arrastrarse hacia el oeste y hacia el oeste-noroeste hacia la isla Gran Bahama. A las 02:15 UTC del 2 de septiembre, Dorian tocó tierra cerca de South Riding Point en Gran Bahama con vientos de 285 km/h (180 mph) y una presión mínima de 914 mbar. La tormenta continuó moviéndose muy lentamente, en algunos puntos a solo 1 mph (1.6 km/h) sobre Gran Bahama. Esto efectivamente hizo que Dorian se detuviera sobre Gran Bahama. Más tarde ese día, la tormenta comenzó a sufrir un ciclo de reemplazo de la pared del ojo sobre esta isla. El sistema salió por la costa norte de la isla 6 horas después. Para entonces, el ojo se hizo más grande y los vientos habían disminuido a 260 km/h (160 mph). El sistema continuó debilitándose y cayó por debajo de la categoría 5 a las 12:00 UTC del 2 de septiembre. Dorian cayó por debajo de la categoría 4 a las 06:00 UTC del 3 de septiembre. Un gran canal de nivel medio sobre el este de los Estados Unidos se inclinó hacia el este y contribuyó a un patrón de flujo que favoreció a Dorian girando hacia el norte-noroeste y hacia el norte. Esto mantuvo el intenso núcleo del huracán al este de Florida durante el período del 3 al 5 de septiembre. El huracán luego se debilitó a medida que avanzaba hacia el norte hacia un entorno de aguas más frías y vientos cortantes y cayó por debajo de la fuerza de huracán mayor a las 18:00 UTC del 3 de septiembre. Cuando su núcleo se movió sobre la Corriente del Golfo, Dorian se reforzó a la categoría 3 en alta mar de las costas de Georgia y Carolina del Sur a las 00:00 UTC del 5 de agosto. El gran ojo de Dorian pasó directamente sobre una boya NOAA cerca de la costa de Carolina del Sur alrededor de las 16:00 UTC del 5 de septiembre donde se registró una presión de 959,2 mbar. Dorian continuó su movimiento hacia el noreste, su ojo pasó cerca de los Outer Banks de Carolina del Norte durante varias horas
y tocó tierra en el Cabo Hatteras, Carolina del Norte a las 12:30 UTC del 6 de septiembre con vientos de 155 km/h (100 mph) y una presión de 956 mbar. Estos vientos de categoría 2 ocurrieron principalmente sobre el agua en el semicírculo oriental, y Carolina del Norte experimentó vientos de categoría 1. Después de despejar los Outer Banks, el huracán aceleró hacia el noreste, incrustado dentro del flujo de latitud media. Dorian se convirtió en un fuerte ciclón postropical a las 18:00 UTC del 7 de septiembre antes de que alcanzara
Nueva Escocia, Canadá. Los vientos del ciclón aumentaron y la circulación se expandió debido a
efectos baroclínicos. La amplia circulación central del ciclón postropical se movió rápidamente a través de Sambro Creek, Nueva Escocia, alrededor de las 22:00 UTC del 7 de septiembre, con ráfagas de viento con fuerza de huracán a una gran parte del Atlántico canadiense.
Los daños de Dorian fueron de aproximadamente $5 mil millones y 78 fallecimientos, principalmente en las Bahamas donde ocurrieron 74 y en Estados Unidos fallecieron 4 personas.

### Tormenta tropical Erin
A principios del 21 de agosto, el Centro Nacional de Huracanes comenzó a monitorear una perturbación en las Bahamas para su posible desarrollo. La perturbación continuó hacia el noroeste, y brevemente se movió sobre Florida. Esto debilitó el sistema y luego resurgió sobre el Atlántico. Unos días más tarde, después de haberse mudado al noreste de Florida, el sistema todavía estaba mal organizado, pero una circulación cerrada llevó al Centro Nacional de Huracanes a iniciar asesorías sobre la Depresión tropical Seis a las 12:00 UTC del 26 de agosto. Debido a la cizalladura del viento del noroeste, la convección se desplazó hacia el cuadrante sureste del centro. Debido a esto, el sistema luchó por fortalecerse por un tiempo y permaneció sin cambios en la intensidad por más de un día. Sin embargo, el centro pronto se acercó a la convección y envolvió parte del centro. Esto llevó al Centro Nacional de Huracanes a actualizar la depresión a la tormenta tropical Erin a las 18:00 UTC del 27 de agosto. Después de su actualización a tormenta tropical, Erin se fortaleció un poco en cuanto a su presión que la descendió a 1002 mbar a las 06:00 UTC del 28 de agosto y sus vientos máximos permanecieron constantes en 65 km/h (40 mph), alcanzando en este punto su máxima intensidad. La cizalladura del viento pronto desplazó el centro de la convección unas horas más tarde, lo que debilitó el sistema a una depresión tropical como resultado a las 18:00 UTC de ese día. Después de su debilitamiento a una depresión tropical Erin permaneció sin cambios en intensidad y justo cuando comenzó a intensificarse un poco se convirtió en extratropical a las 12:00 UTC del 29 de agosto a 250 millas al este de Norfolk, Virginia. Por lo tanto, el Centro Nacional de Huracanes suspendió las advertencias sobre el sistema.
En Nueva Escocia, la precipitación con los restos de Erin fue más alta que en todo julio y agosto combinados antes de la tormenta. Según el Servicio Meteorológico Nacional de Canadá, el valle de Annapolis y la región de la Bahía de Fundy recibieron la mayor precipitación con un máximo de 162 mm en Parrsboro y 127 mm en Greenwood. En otras partes, 53 mm cayeron en Halifax, 79 mm en Yarmouth, y en el pico de precipitación, varias estaciones informaron tasas superiores a 30 mm por hora, lo que resultó en un aumento de la escorrentía, causando inundaciones repentinas y el lavado de las carreteras. En el lado de Nuevo Brunswick, la lluvia afectó la parte sur de la provincia con un máximo de 56 mm en Fredericton, 50 mm en Moncton y 44 mm en Saint John. En la Isla del Príncipe Eduardo, las acumulaciones oscilaron entre 30 y 60 mm con un máximo de 66 mm en Summerside. Sin embargo, las estaciones meteorológicas de los voluntarios informaron hasta 111 mm en Jolicure/Sackville en Nuevo Brunswick y hasta 95 mm en Borden-Carleton en la Isla del Príncipe Eduardo, a lo largo del mismo eje que los máximos de Nueva Escocia. En Quebec, las regiones cercanas al Golfo de San Lorenzo también recibieron alrededor de 50 mm de lluvia.

### Tormenta tropical Fernand
El 31 de agosto, se comenzó a monitorear un área amplia de baja presión sobre el sureste del Golfo de México para detectar un posible desarrollo de ciclón tropical. El sistema se desarrolló gradualmente mientras se movía lentamente hacia el oeste. El 2 de septiembre, las imágenes satelitales mostraron que la circulación de la superficie se definió mejor y que el sistema estaba más concentrado. A las 06:00 UTC del 3 de septiembre, la perturbación fue designada como potencial ciclón tropical siete, con una posibilidad prácticamente segura de desarrollo como ciclón tropical. Seis horas después, a las 12:00 UTC de ese día, el sistema se convirtió en la tormenta tropical Fernand. Después de su fortalecimiento a tormenta tropical, Fernand se fortaleció un poco durante el resto de ese día y alcanzó su máxima intensidad de 85 km/h (50 mph) y una presión de 1000 mbar a las 00:00 UTC del 4 de septiembre. Poco después los vientos cortantes aumentaron y debilitaron un poco a la tormenta. Fernand tocó tierra justo al norte - noreste de La Pesca en Tamaulipas, México, a las 15:30 UTC del 4 de septiembre con vientos de 75 km/h (45 mph) y una presión de 1003 mbar, provocando fuertes lluvias y marejadas ciclónicas. Después de tocar tierra la tormenta comenzó  
a debilitarse rápidamente y se debilitó a una depresión tropical a las 18:00 UTC de ese día. Doce horas después, a las 06:00 UTC del 5 de septiembre Fernand se disipó sobre el áspero terreno del noreste de México.
Fernand trajo lluvias torrenciales a los estados mexicanos de Coahuila, Nuevo León, Tamaulipas y San Luis Potosí. Fernand también arrojó fuertes lluvias sobre el sur de Texas. En preparación para la tormenta, el gobierno mexicano activó el Plan DN-III-E, enviando 4.000 soldados a los estados del noreste para ayudar en el socorro en casos de desastre. En Nuevo León, las escuelas y las líneas de transporte público se cerraron el 5 de septiembre, pero reanudaron sus operaciones al día siguiente. De los estados, Nuevo León fue el más afectado, sufriendo al menos MXN $4,2 mil millones (USD $213 millones) en daños. En algunos lugares, cayeron seis meses de lluvia en seis horas. Se reportaron deslizamientos de tierra cerca de la capital del estado, Monterrey. Casas, caminos, puentes y al menos 400 escuelas resultaron dañadas. En García, un hombre venezolano murió después de ser arrastrado por las inundaciones mientras intentaba limpiar un desagüe. Las dos personas con las que estaba trabajando lograron escapar. El 7 de septiembre, el gobernador de Nuevo León, Jaime Rodríguez Calderón, declaró el estado de emergencia para solicitar fondos estatales para abordar el daño. En otros lugares, en Tamaulipas, cayeron 12 pulgadas (300 mm) de lluvia en 48 horas, lo que provocó algunas inundaciones costeras. En total, Fernand dejó daños por al menos $ 383 millones USD y 1 fallecido en México.

### Tormenta tropical Gabrielle
El 30 de agosto, el Centro Nacional de Huracanes comenzó a monitorear una ola tropical que emerge de la costa oeste de África. Durante los siguientes días, la perturbación se organizó lentamente mientras se movía hacia el oeste, y el sistema se fortaleció en la depresión tropical ocho de la temporada a las 18:00 UTC del 3 de septiembre. Durante la noche la depresión se intensificó a pesar de la cizalladura del viento y aire seco y se convirtió en la tormenta tropical Gabrielle a las 00:00 UTC del 4 de septiembre. Después de su fortalecimiento a una tormenta tropical, Gabrielle se intensificó alcanzando un primer pico de intensidad con vientos sostenidos de 85 km/h (50 mph) y una presión de 1000 mbar a las 12:00 UTC del 5 de septiembre. El sistema permaneció mal organizado, y Gabrielle se encontró con una fuerte cizalladura del viento y aire seco poco después, lo que provocó que la tormenta degenerara en un remanente bajo a las 03:00 UTC del 6 de septiembre. Sin embargo, la convección comenzó a aparecer en la parte norte del centro en seis horas, marcando la regeneración de Gabrielle en una tormenta tropical. Gabrielle comenzó a intensificarse el 6 de septiembre alcanzando un pico de 95 km/h (60 mph) y una presión central mínima de 999 mbar a las 00:00 UTC del 7 de septiembre. Más tarde ese día, sin embargo, Gabrielle encontró un fuerte flujo del este en el nivel superior en el lado norte del nivel bajo, lo que produjo un cizallamiento significativo. Este flujo también giró la tormenta hacia el oeste-noroeste a una velocidad de avance cercana a los 20 nudos. El 8 de septiembre, la tormenta se alejó del nivel superior bajo y hacia la ruptura en la cresta subtropical a medida que giraba hacia el norte-noroeste y hacia el norte a una velocidad de avance más lenta. La cizalla disminuyó al mismo tiempo, y esto permitió que Gabrielle se fortaleciera lentamente hasta alcanzar su intensidad máxima de 100 km/h (65 mph) y una presión central mínima de 995 mbar a las 18:00 UTC del 8 de septiembre.  Poco después, Gabrielle comenzó a seguir hacia el oeste, antes de girar hacia el noreste y abandonar la parte norte de las cálidas aguas de la Corriente del Golfo, el 9 de septiembre. El 10 de septiembre, Gabrielle comenzó una transición extratropical que completó a las 12:00 UTC de ese día a unas 425 millas náuticas al noroeste de las islas Azores. Los restos de Gabrielle llegaron más tarde a las islas británicas el 12 de septiembre.

### Huracán Humberto
Una onda tropical salió de África el 27 de agosto y se movió constantemente hacia el oeste durante varios días. A principios de septiembre, la ola experimentó una interacción prolongada con una vaguada de nivel superior en el Atlántico central y suroeste que culminó con la formación de la depresión tropical nueve a las 18:00 UTC del 13 de septiembre al este de Eleuthera en las Bahamas. La depresión se intensificó durante la noche hasta convertirse en la tormenta tropical Humberto a las 00:00 UTC del 14 de septiembre y siguió su trayectoria hacia el noroeste, donde la mejora constante de las condiciones ambientales permitió que se intensificara gradualmente y se convirtiera en un huracán a las 00:00 UTC del 16 de septiembre, después de girar bruscamente hacia el noreste, a finales del 15 de septiembre. Humberto continuó intensificándose, alcanzando el estatus de categoría 2 a las 06:00 UTC del 17 de septiembre. A las 00:00 UTC del 18 de septiembre, Humberto se convirtió en un huracán categoría 3 con vientos de 185 km/h (115 mph) y una presión mínima de 952 mbar. A las 18:00 UTC del 18 de septiembre, Humberto alcanzó su máxima intensidad como un huracán categoría 3 de alta gama, en el borde de la categoría 4, con vientos máximos sostenidos de 205 km/h (125 mph) y una presión central mínima de 950 mbar y el huracán de categoría 3 pasó a unas 65 millas (100 km) al noroeste de Bermudas con esa intensidad. Humberto mantuvo su intensidad máxima por al menos 12 horas. La cizalladura hostil del viento y el aire seco hicieron que Humberto se embarcara en una tendencia de debilitamiento a partir de entonces, y se convirtió en un huracán categoría 2 a las 12:00 UTC del 19 de septiembre. Se debilitó aún más a un huracán categoría 1 seis horas después, a las 18:00 UTC, antes de convertirse en un ciclón extratropical cerca de las 00:00 UTC del 20 de septiembre a unas 500 millas al sur-suroeste de Cape Race, Terranova después de ser despojado de su convección. La baja extratropical fue absorbida por una característica no tropical más grande dieciocho horas después. 
Se registraron vientos y lluvias ligeras en Las Bahamas, donde el Huracán Dorian causó devastación dos semanas antes. El gran tamaño de Humberto provocó mares agitados a lo largo de la costa este de los Estados Unidos durante varios días; las corrientes de resaca mataron a un hombre de 22 años en el condado de St. Johns, Florida y un hombre de 62 años en Topsail Beach, Carolina del Norte. Además, se realizaron 21 rescates acuáticos en el condado de St. Johns, Florida. Ráfagas de viento con fuerza de tormenta tropical, lluvias ligeras y marejadas ciclónicas menores se sintieron a lo largo de las costas orientales del estado. Se informó de una extensa erosión de las playas y daños estructurales menores a lo largo de la costa noroeste de Puerto Rico. En Bermudas, los impactos más significativos fueron provocados por vientos sostenidos de hasta 177 km/h (110 mph), que causaron daños generalizados a árboles, techos, cultivos y líneas eléctricas. Hasta 600 edificios, incluidos el Aeropuerto Internacional LF Wade, el Royal Naval Dockyard y el Servicio Meteorológico de Bermuda, sufrieron daños, alrededor de 28.000 clientes se quedaron sin electricidad, y la cosecha de banano de la isla sufrió una pérdida del 90 por ciento. En general, Bermuda informó daños por al menos $ 25 millones.

### Tormenta tropical Imelda
El 14 de septiembre el NHC comenzó a monitorear un nivel bajo en la costa este de Florida para un posible desarrollo tropical. Durante los siguientes días el sistema se movió hacia el suroeste hacia el oeste del Golfo de México aunque el CNH le dio una baja probabilidad de desarrollo. Para el 17 de septiembre el sistema había llegado a la costa este de Texas y a las 12:00 UTC de ese día se había organizado lo suficiente como para ser declarado como Depresión tropical Once a poca distancia al suroeste de Freeport, Texas. La depresión se intensificó rápidamente y se convirtió en la tormenta tropical Imelda tres horas después, a las 15:00 UTC de ese día. Imelda alcanzó su punto máximo con vientos máximos sostenidos de 75 km/h (45 mph) y 
una presión de 1003 mbar antes de tocar tierra cerca de Freeport, Texas a las 17:45 UTC de ese día. Imelda se desvió lentamente hacia el norte una vez tierra adentro, debilitándose hasta convertirse en una depresión tropical a las 00:00 UTC del 18 de septiembre antes de disiparse 30 horas después, a las 06:00 UTC del 19 de septiembre a 100 millas al norte-noreste de Houston, Texas. Los restos de Imelda se desplazaron sobre Texas y Oklahoma durante varios días antes de disiparse.
Imelda trajo inundaciones catastróficas al sureste de Texas, con un total máximo de 44,29 pulgadas (1,125 mm) cerca de Fannett. La tormenta se ubica como el quinto ciclón tropical más húmedo en azotar el territorio continental de Estados Unidos. Numerosas carreteras en el área metropolitana de Houston y hacia el este se sumergieron, incluida la Interestatal 10, y las inundaciones ingresaron a miles de automóviles. En el condado de Jefferson, las inundaciones resultaron en varios cientos de rescates por inundaciones. Aproximadamente 5,100 casas sufrieron daños por agua solo en el condado de Jefferson, mientras que aproximadamente 3,100 otras resultaron dañadas en Harris, Liberty y Montgomery combinados. Un tornado EF1 en el condado de Harris arrancó un techo de metal y algunas ramas de árboles mientras destruía un granero. Los daños causados por Imelda totalizaron cerca de $ 5 mil millones. Las fuertes lluvias también se extendieron hacia el este en Luisiana, aunque el impacto de las inundaciones fue mayormente menor. En Cameron Parish, un tornado EF0 dañó dos vehículos recreativos y derribó varios árboles. La tormenta causó al menos cinco muertes, todas en Texas.

### Huracán Jerry
Una onda tropical cruzó la costa occidental de África a última hora del 11 de septiembre. Engendró un área alargada de baja presión cuatro días después, y esa característica se organizó gradualmente y se convirtió en la depresión tropical Diez a las 06:00 UTC del 17 de septiembre, mientras se encontraba a unas 950 millas al este de las Islas de Barlovento. Una fuerte cresta dirigió el sistema hacia el oeste-noroeste durante varios días. La cizalladura moderada del viento del noreste obstaculizó inicialmente su desarrollo y la depresión no se intensificó durante al menos 18 horas. A principios del 18 de septiembre la depresión comenzó a intensificarse hasta convertirse en la tormenta tropical Jerry a las 06:00 UTC de ese día. Jerry comenzó a intensificarse rápidamente después de ser declarado tormenta tropical. La tormenta alcanzó la fuerza de huracán a las 12:00 UTC del 19 de septiembre con vientos de 130 km/h (80 mph) y una presión de 990 mbar. Continuó intensificándose y alcanzó su punto máximo en la intensidad como un huracán de Categoría 2 doce horas después, a las 00:00 UTC del 20 de septiembre con vientos máximos sostenidos de 165 km/h (105 mph) y una presión mínima de 976 mbar; este pico se alcanzó a pesar de un patrón de nubes bastante asimétrico. Poco después, el aumento de los vientos en los niveles superiores y el aire seco hicieron que el ciclón se debilitara mientras giraba hacia el noroeste. Jerry cayó a la intensidad de huracán categoría 1 a las 12:00 UTC del 20 de septiembre y cayó a la intensidad de tormenta tropical a las 00:00 UTC del 21 de septiembre con vientos máximos sostenidos de 110 km/h (70 mph) y una presión mínima de 993 mbar. Jerry se debilitó un poco a las 06:00 UTC de ese día y alcanzó vientos de 100 km/h (65 mph) y una presión de 995 mbar. Después de esto, Jerry mantuvo esa intensidad de vientos sostenidos por al menos 72 horas mientras que inicialmente la presión la aumentó un poco más hasta llegar a los 998 mbar pero después comenzó a disminuirla, llegando hasta los 991 mbar ya que Jerry se encontró con mejores condiciones atmosféricas que hicieron que su presión descendiera, no obstante, en sus vientos no hubo ninguna variación. La tormenta pronto comenzó a debilitarse el 24 de septiembre y degeneró en un ciclón postropical a las 18:00 UTC de ese día aproximadamente a 245 millas (400 km) al oeste-suroeste de Bermuda, habiendo perdido la convección profunda organizada sobre su centro. Los restos de Jerry pasaron cerca de las Bermudas antes de disiparse al noreste de la isla el 28 de septiembre.

### Tormenta tropical Karen
El 14 de septiembre, una onda tropical emergió al Atlántico desde la costa occidental de África. A principios del 21 de septiembre, se desarrolló una baja a lo largo del eje de la onda, lo que resultó en un aumento de la convección profunda. El sistema desarrolló un centro de circulación cerrado y se convirtió en la depresión tropical Doce alrededor de las 00:00 UTC del 22 de septiembre, aproximadamente a 100 millas (165 km) al este de Tobago. Aproximadamente seis horas después, a las 06:00 UTC de ese día la depresión se intensificó y se convirtió en la tormenta tropical Karen. El ciclón se movió hacia el oeste-noroeste alrededor de la periferia suroeste de una cordillera subtropical del Atlántico y pasó a través de las Islas de Barlovento como una tormenta tropical mínima a finales del 22 de septiembre. El aire seco y la fuerte cizalladura del viento debilitaron a Karen a una depresión tropical a las 06:00 UTC del 23 de septiembre cuando se dirigió hacia el norte. A las 06:00 UTC del 24 de septiembre Karen volvió a intensificarse en una tormenta tropical después de encontrar condiciones favorables nuevamente. Karen continuó intensificándose y ese mismo día a las 22:00 UTC y 23:00 UTC, Karen tocó tierra en las islas puertorriqueñas de Vieques y Culebra respectivamente, ambas veces con vientos máximos sostenidos de 75 km/h (45 mph) y una presión central mínima de 1004 mbar. Después de tocar tierra en estas islas puertorriqueñas, Karen emergió al Océano Atlántico y a las 00:00 UTC del 25 de septiembre alcanzó su máxima intensidad con vientos máximos sostenidos de 75 km/h (45 mph) y una presión de 1003 mbar. Siguiendo hacia el norte-noreste, el ciclón finalmente comenzó a interactuar con una vaguada en la superficie y se encontró nuevamente con una fuerte cizalladura del viento y con aire seco. Como resultado, Karen se debilitó un poco durante el resto de ese día y el 26 de septiembre a una tormenta tropical mínima de vientos de 65 km/h (40 mph) y una presión de 1004 mbar pero a las 12:00 UTC del 26 de septiembre los vientos subieron nuevamente a 75 km/h (45 mph) aunque la presión se mantuvo en 1004 mbar. Esto no duró mucho ya que la tormenta se encontró con condiciones más hostiles y como resultado se debilitó a una depresión tropical a las 12:00 UTC  del 27 de septiembre y se disipó unas seis horas más tarde, a las 18:00 UTC de ese día aproximadamente a 300 millas (485 km) al sureste de Bermuda. 
Con la formación de Karen, se emitieron avisos de tormenta tropical y alertas rojas para Trinidad y Tobago. Karen trajo graves inundaciones repentinas a Tobago, atrapando a algunas personas en sus casas, arrancando árboles y provocando varios cortes de energía. Varias carreteras fueron bloqueadas debido a deslizamientos de tierra y árboles caídos. Además, siete barcos en Plymouth se hundieron tras la rotura de un embarcadero. También se anunció que todas las escuelas serían cerradas el 23 de septiembre. Las marejadas generadas por Karen en Venezuela provocaron inundaciones y cortes de energía en Caracas y La Guaira. Se emitieron alertas de tormenta tropical para Puerto Rico y las Islas Vírgenes en previsión de Karen. La gobernadora de Puerto Rico, Wanda Vázquez Garced, declaró el estado de emergencia el 23 de septiembre y ordenó el cierre de escuelas. Las Islas Vírgenes también cerraron sus escuelas a medida que se acercaba la tormenta. Se pidió a las personas que vivían en áreas propensas a inundaciones que buscaran refugio. Las Islas Vírgenes de los Estados Unidos y Puerto Rico experimentaron fuertes lluvias, deslizamientos de tierra y cortes de energía, con más de 29,000 personas perdiendo energía en este último. Deslizamientos de lodo y escorrentías bloquearon varias carreteras en Puerto Rico, especialmente en Barranquitas, Cayey y Guayama.

### Huracán Lorenzo
Una onda tropical emergió en el Atlántico desde la costa occidental de África el 22 de septiembre. La onda se organizó rápidamente en una depresión tropical alrededor de las 00:00 UTC del 23 de septiembre a unas 320 millas (515 km) al suroeste de Dakar, Senegal. Seis horas después, la depresión se convirtió en la tormenta tropical Lorenzo. Una cresta subtropical al norte dirigió inicialmente la tormenta hacia el oeste hacia el oeste-noroeste. La cizalladura del viento interrumpió el fortalecimiento adicional el 24 de septiembre. Sin embargo, la disminución de la cizalladura del viento al día siguiente permitió que comenzara una rápida intensificación. Lorenzo alcanzó la intensidad de huracán temprano el 25 de septiembre y luego alcanzó un pico inicial como huracán de categoría 4 con vientos de 145 mph (230 km/h). El sistema luego se curvó hacia el noroeste debido a una ruptura en la cresta subtropical. Un ciclo de reemplazo de la pared del ojo y la entrada de aire seco hicieron que la tormenta se debilitara a un huracán de categoría 3 a última hora del 27 de septiembre. La tormenta luego se curvó hacia el norte a través del extremo occidental de la cordillera subtropical
Después de completar el ciclo de reemplazo de la pared del ojo , Lorenzo se sometió a un segundo episodio de intensificación rápida. A las 03:00 UTC del 29 de septiembre, el ciclón alcanzó su punto máximo como huracán de categoría 5 con vientos máximos sostenidos de 160 mph (260 km/h). Esto convirtió a Lorenzo en el huracán atlántico de categoría 5 más oriental registrado. Después de alcanzar la intensidad máxima, Lorenzo comenzó a debilitarse debido a la surgencia y al rápido aumento de la cizalladura del viento del suroeste. Lorenzo cayó por debajo de la intensidad de huracán mayor a las 18:00 UTC del 29 de septiembre, solo 15 horas después de su intensidad máxima. Lorenzo luego se debilitó lentamente y su campo de viento se expandió cuando la tormenta comenzó una transición extratropical al pasar al noroeste de las Azores. La tormenta se volvió completamente extratropical a las 12:00 UTC del 2 de octubre, aproximadamente a 385 km al norte de Graciosa. El 3 y el 4 de octubre, el sistema afectó a las islas británicas antes de disiparse por completo.
El remolcador francés Bourbon Rhode se hundió el 26 de septiembre cerca del centro de la tormenta con 14 tripulantes. Tres personas fueron rescatadas debido a las operaciones de búsqueda y rescate, mientras que se encontraron cuatro cadáveres; se presume que las otras siete personas se han ahogado. Aunque la tormenta permaneció a más de 3220 km de la costa de Estados Unidos, las marejadas y las corrientes de resaca provocaron ocho muertes, una en Florida, cuatro en Carolina del Norte, dos en Nueva York y una en Rhode Island. En las Azores, Lorenzo causó los peores impactos en Corvo y Flores, y ambas islas reportaron muchos árboles caídos y líneas eléctricas. En este último, la tormenta destruyó el puerto comercial del Campo Lajes. Corvo registró vientos sostenidos de 119 km/h (74 mph) y ráfagas de 163 km/h (101 mph). El mar embravecido provocó la evacuación de unas 100 personas de sus hogares en las Azores, y las olas se acercaron a las calles y hogares de la ciudad de Horta. En Irlanda, los remanentes de Lorenzo produjeron ráfagas de viento de hasta 66 mph (105 km/h) en la Estación de Investigación Atmosférica de Mace Head. Los árboles caídos y las líneas eléctricas dejaron a unos 20.000 clientes sin electricidad en toda Irlanda.

### Tormenta tropical Melissa
Un potente nordeste, que se originó en el extremo de un frente frío a través del Atlántico suroeste el 6 de octubre, se separó del límite frontal y alcanzó vientos máximos de 1 minuto de 65 mph (100 km/h) para el 10 de octubre. La convección profunda se formó al norte del centro de la baja, lo que llevó a la formación de la tormenta subtropical Melissa a las 06:00 UTC del 11 de octubre, aproximadamente a 180 millas (290 km) al sur-sureste de Nantucket, Massachusetts. En ese momento Melissa se encontraba en su máxima intensidad con vientos de 100 km/h (65 mph) y una presión de 994 mbar. Aunque los vientos máximos del sistema disminuyeron durante el día siguiente, el radio de los vientos con fuerza de tormenta tropical se contrajo significativamente mientras que la actividad de las tormentas se concentró en el centro. Esto marcó la transición de Melissa a una tormenta tropical a las 12:00 UTC del 12 de octubre con vientos de 85 km/h (50 mph) y una presión de 998 mbar. Melissa permaneció sin cambios en su intensidad durante el resto de ese día pero al día siguiente comenzó a debilitarse nuevamente. A medida que el sistema se movía de este a noreste, perdió su convección asociada bajo la influencia de un cizallamiento moderado del oeste y temperaturas del agua más frías a principios del 14 de octubre. Melissa pronto se fusionó con un frente cercano y se convirtió en extratropical a las 12:00 UTC de ese día a unas 350 millas (565 km) al sur de Cape Race. El bajo postropical degeneró en una depresión unas horas más tarde.
El nor’easter y la posterior tormenta subtropical provocaron fuertes oleajes y marejadas ciclónicas a lo largo de la costa de los estados del Atlántico Medio de Estados Unidos. En Maryland, las inundaciones causadas por el aumento de las mareas altas de la tormenta forzaron el cierre de calles en Crisfield y Salisbury. En Delaware, las olas de la tormenta causaron la erosión de las playas e inundaron calles en Bethany Beach, mientras que las casas y las calles se inundaron en Dewey Beach. Las olas de la tormenta causaron inundaciones costeras en varias partes de la costa de Nueva Jersey, incluidas Long Beach Island y Atlantic City. La inundación obligó a cancelar el primer día del Festival Internacional de Cometas LBI. Las acumulaciones de lluvia del sistema alcanzaron un máximo de 3,43 pulgadas (87 mm) en Nantucket, Massachusetts. Partes del sureste de Massachusetts experimentaron vientos sostenidos con fuerza de tormenta tropical, con un viento máximo sostenido de 49 mph (80 km/h) y una ráfaga máxima de 66 mph (106 km/h) registrada en Wellfleet.

### Depresión tropical Quince
Una vigorosa onda tropical tardía, acompañada de una amplia zona de baja presión y una gran masa de convección profunda, se movió frente a la costa occidental de África el 13 de octubre. La amplia baja se separó de la onda madre y se movió lentamente hacia el noroeste como la onda continuó hacia el oeste a través del Atlántico tropical. La actividad de tormentas asociadas con la baja se organizó mejor temprano el 14 de octubre, y a las 12:00 UTC de ese día el sistema se convirtió en la depresión tropical Quince aproximadamente a 300 millas (485 km) al sureste de las islas de Cabo Verde. En este momento la depresión estaba en su máxima intensidad, con vientos máximos sostenidos de 55 km/h (35 mph) y una presión mínima de 1006 mbar. La depresión se movió hacia el noroeste hacia las islas de Cabo Verde y su centro pasó entre las islas de Sal y Boa Vista durante el 15 y primeras horas del 16 de octubre. Después de esto se encontró con un entorno hostil de fuerte cizalladura del viento y abundante aire seco, que impidió un mayor fortalecimiento. La depresión rápidamente se volvió mal organizada y degeneró en un área amplia de baja presión a las 06:00 UTC del 16 de octubre al norte de las islas de Cabo Verde. La baja remanente continuó hacia el noroeste, produciendo convección intermitente hasta su disipación a las 18:00 UTC del 17 de octubre.

### Tormenta tropical Néstor
Una onda tropical salió de la costa oeste de África el 3 de octubre. La convección aumentó levemente cuando la onda entró en el Caribe oriental el 8 de octubre. Otro aumento en la convección ocurrió cuando la onda cruzó Centroamérica, en parte debido a la interacción con el giro centroamericano. La ola se dividió y la parte sur se convirtió en la Tormenta tropical Priscilla en la cuenca del Pacífico oriental y la parte norte llegó a la bahía de Campeche. Un vendaval se formó sobre el Golfo de México el 17 de octubre y se convirtió en la tormenta tropical Néstor a las 18:00 UTC del 18 de octubre con vientos sostenidos de 95 km/h (60 mph) y una presión de 1000 mbar. A las 00:00 UTC del 19 de octubre, Néstor alcanzó su máxima intensidad con vientos que se mantuvieron en 95 km/h (60 mph) y una presión de 996 mbar y la tormenta se movió rápidamente hacia el noreste hacia el Panhandle de Florida. Sin embargo, una vaguada de nivel medio a superior que se acercaba y el sistema frontal asociado hicieron que Nestor se alargara y dejara poca convección cerca del centro. Como resultado, Nestor se volvió extratropical alrededor de las 12:00 UTC del 19 de octubre cerca de la costa del Panhandle de Florida. Aproximadamente cinco horas después, la tormenta extratropical tocó tierra en el Panhandle de Florida. Los restos de Nestor continuaron hacia el noreste a través del sureste de los Estados Unidos antes de disiparse frente a la costa de la península de Delmarva el 21 de octubre.
Las lluvias y las marejadas ciclónicas de Nestor causaron inundaciones costeras e inundaciones repentinas en el Panhandle de Florida y la costa del golfo del estado. Las inundaciones de agua dulce inundaron varias carreteras en el área de San Petersburgo. Sin embargo, los tornados también causaron daños importantes, y la tormenta generó cuatro en el estado. El más fuerte fue calificado como EF2 y permaneció en el suelo durante aproximadamente 30 minutos por una distancia de aproximadamente 11,45 millas (18,43 km), una pista poco común para la región, a través del oeste del condado de Polk, desde el Aeropuerto Internacional Lakeland Linder hasta el noroeste condado de Polk. El tornado causó daños modestos a las viviendas, y arrancó una gran parte del techo de una escuela secundaria. En el condado de Pinellas, un tornado EF0 dañó varios parques móviles y derribó árboles en Seminole. Un tornado EF1 aterrizó brevemente en el noroeste de Cape Coral, causando daños a 18 casas y vehículos. El cuarto tornado, clasificado EF0, no causó daños en el condado de Brevard. Las fuertes lluvias de Nestor provocaron un accidente automovilístico en Carolina del Sur, que mató a tres personas y dejó cinco heridos. La tormenta dejó aproximadamente $ 125 millones en daños en todo Estados Unidos.

### Tormenta tropical Olga
Una onda tropical bien organizada cruzó la costa occidental de África el 8 de octubre y entró en el Océano Atlántico. La ola se dirigió hacia el oeste con convección intermitente, llegando al Caribe el 17 de octubre y a Centroamérica el 22 de octubre. Después de llegar al Golfo de México, se formó una baja presión el 24 de octubre. Después de que los datos del dispersómetro y las imágenes de satélite indicaran la presencia de una circulación cerrada, el sistema se convirtió en la tormenta tropical Olga a las 12:00 UTC del 25 de octubre aproximadamente 340 millas (550 km) al sur-suroeste de Lake Charles, Luisiana. Olga se movió hacia el norte-noreste y alcanzó su punto máximo con vientos de 75 km/h (45 mph) y una presión de 998 mbar seis horas después, a las 18:00 UTC. Sin embargo, la tormenta se convirtió en un ciclón extratropical cerca de las 00:00 UTC del 26 de octubre después de incrustarse en un frente frío. Los restos del ciclón azotaron el suroeste de Luisiana unas siete horas más tarde y continuaron a través del este de los Estados Unidos y se disiparon a finales del 27 de octubre.
En Luisiana, los remanentes de Olga produjeron vientos sostenidos de 55 mph (89 km/h) y ráfagas de hasta 72 mph (116 km/h), el primero observado en Baton Rouge y el segundo en Mandeville. Las ráfagas de viento provocaron la pérdida de electricidad de 132.000 clientes. Luisiana también informó hasta 10,24 pulgadas (260 mm) de precipitación cerca de Ponchatoula, con cantidades menores en otras partes del estado. Ráfagas de viento con fuerza de huracán impactaron partes de Misisipi, donde los remanentes de Olga dañaron o destruyeron 772 casas, 26 negocios y 27 carreteras; Tupelo fue particularmente golpeado. Al menos 154.000 cortes de energía ocurrieron en Misisipi. En Tennessee, una amplia franja de vientos de hasta 96 mph (154 km/h) causó casi 65,000 cortes de energía, forzando el cierre de escuelas por hasta dos semanas en varios condados. La caída de árboles resultó en una muerte en Adamsville. El daño total a lo largo de la trayectoria del ciclón se estimó en 400 millones USD.

### Huracán Pablo
El 22 de octubre, se desarrolló una baja baroclínica sobre el Atlántico central. La baja pronto generó vientos huracanados, mientras que los centros de vorticidad se formaron al día siguiente. El centro más oriental se volvió dominante, con convección desarrollándose a su alrededor a finales del 24 de octubre. Como resultado, la baja se convirtió en la tormenta subtropical Pablo a las 00:00 UTC del 25 de octubre aproximadamente a 350 millas (565 km) al oeste-suroeste de las islas Azores occidentales con vientos de 85 km/h (50 mph) y una presión mínima de 988 mbar. Pablo se movió hacia el este-noreste y adquirió características tropicales, convirtiéndose en una tormenta tropical a las 18:00 UTC de ese día con vientos de 75 km/h (45 mph) y una presión de 990 mbar después de desarrollar un flujo de salida anticiclónico y nuboso central denso. Una característica similar a un ojo también apareció brevemente en las imágenes de satélite en ese momento. El sistema luego se curvó hacia el este-sureste a principios del 26 de octubre, antes de girar hacia el este-noreste más tarde ese día, intensificándose un poco, llegando a una máxima intensidad ese día con vientos sostenidos de 95 km/h (60 mph) y una presión de 987 mbar. Luego giró hacia el noreste el 27 de octubre. Después de pasar justo al sureste de las islas Azores a principios de ese día, la tormenta se intensificó aún más y desarrolló más convección y un ojo pequeño. Pablo alcanzó la intensidad de huracán a las 12:00 UTC de ese mismo día y alcanzó su punto máximo con vientos máximos sostenidos de 130 km/h (80 mph) y una presión de 977 mbar, seis horas después, a las 18:00 UTC. Pablo alcanzó la intensidad de huracán a 18,8°W, más al este que cualquier otro huracán del Atlántico, batiendo el récord del Huracán Vince de 2005 de 18,9°W. Pablo luego se debilitó debido a las temperaturas frías de la superficie del mar, cayendo a la intensidad de tormenta tropical seis horas después, a las 00:00 UTC del 28 de octubre. La tormenta se volvió extratropical a las 12:00 UTC de ese día luego de fusionarse con un frente frío a unas 625 millas (1010 km) al norte-noreste de las islas Azores orientales, antes de disiparse completamente, dieciocho horas después, a las 06:00 UTC del 29 de octubre.

### Tormenta subtropical Rebekah
El 27 de octubre de 2019, un gran ciclón extratropical se formó a unas 460 millas (745 km) al sur de Cape Race, Terranova. Moviéndose hacia el este, el ciclón ganó rápidamente vientos con fuerza de huracán, antes de debilitarse a medida que giraba hacia el norte y el oeste en un gran bucle en sentido antihorario, haciendo otro bucle más pequeño en su camino. Un área más pequeña de baja presión se formó cerca del centro del ciclón extratropical original el 29 de octubre, que poseía un pequeño campo de viento más característico de un ciclón tropical. La convección profunda se formó alrededor del centro del nuevo mínimo el 30 de octubre debido a una mayor inestabilidad atmosférica a pesar de las temperaturas de la superficie del mar de solo 70 °F (21 °C), lo que llevó al desarrollo de la tormenta subtropical Rebekah a las 12:00 UTC del 30 de octubre localizado a unas 550 millas (890 km) al oeste de Isla de Flores en las islas Azores. En ese momento, Rebekah poseía vientos máximos sostenidos de 85 km/h (50 mph) y una presión central mínima de 982 mbar, encontrándose en su máxima intensidad. El 31 de octubre, Rebekah giró hacia el este y luego hacia el este-noreste, entrando en una región de baja humedad relativa, aumentando la cizalladura del viento e incluso temperaturas de la superficie del mar más frías. El sistema se debilitó rápidamente como resultado de estos factores ambientales desfavorables. Rebekah se volvió extratropical una vez más el 1 de noviembre a las 06:00 UTC al noroeste de las Azores y se disipó más tarde ese día, a las 18:00 UTC, a unas 100 millas (160 km) al norte de las Azores.

### Tormenta tropical Sebastien
A mediados de noviembre de 2019, una serie de canales de nivel medio a superior progresaron a través del Atlántico subtropical central, dando paso a una gran área de clima perturbado. Mejorado por una onda kelvin acoplada por convección, la perturbación se fusionó en los próximos días y se convirtió en la tormenta tropical Sebastien alrededor de las 06:00 UTC del 19 de noviembre aproximadamente a 235 millas (375 km) al noreste de las Islas de Sotavento. El sistema, que inicialmente se movía de oeste a noroeste, se curvó hacia el este-noreste por delante de un canal de nivel superior que se acercaba. Después de que se actualizara el sistema a tormenta tropical, Sebastien se fue fortaleciendo gradualmente a lo largo de los días a pesar de un frente frío inminente y una cizalladura moderada del viento y  alcanzó su máxima intensidad con vientos máximos de 110 km/h (70 mph) y una presión mínima de 991 mbar a las 00:00 UTC del 23 de noviembre cuando exhibió una característica ocular de nivel medio. Las aguas significativamente más frías y el fuerte cizallamiento pronto hicieron estragos en Sebastien, lo que provocó que se convirtiera en un ciclón extratropical cerca de las 00:00 UTC del 25 de noviembre al noroeste de las Azores. El ciclón post-tropical continuó hacia el noreste, cruzando el suroeste de Irlanda antes de girar hacia el sureste hacia el Mar de Irlanda y al oeste de Inglaterra para el 27 de noviembre. El bajo se disipó justo al oeste de Londres alrededor de las 18:00 UTC de ese día.

## Nombres de los ciclones tropicales
Los siguientes nombres fueron usados para los ciclones tropicales que se formaron en el océano Atlántico norte en 2019. Los nombres no usados están marcados con gris, y los nombres en negrita son de las tormentas formadas. Los nombres retirados, en caso, serán anunciados por la Organización Meteorológica Mundial en la primavera de 2021 (en concurrencia con cualquier nombre de la temporada de 2020). Los nombres que no fueron retirados serán usados de nuevo en la temporada del 2025. Esta es la misma lista utilizada en la temporada del 2013, con la excepción del nombre de Imelda, que fue el reemplazo de Ingrid. Imelda, Néstor y Rebekah fueron usados por primera vez esta temporada, Néstor remplazó a Noel después de la temporada del 2007 pero no se usó en la temporada del 2013 y Rebekah reemplazó a Roxanne después de la temporada del 1995, pero no había sido utilizado hasta esta temporada. 
| - Andrea - Barry - Chantal - Dorian - Erin - Fernand - Gabrielle | - Humberto - Imelda - Jerry - Karen - Lorenzo - Melissa - Néstor | - Olga - Pablo - Rebekah - Sebastien - Tanya (sin usar) - Van (sin usar) - Wendy (sin usar) |

### Nombres Retirados
El 17 de marzo de 2021 durante la XLIII sesión de la RA VI Hurricane Committee de la Organización Meteorológica Mundial retiró el nombre de Dorian debido a los cuantiosos daños y perdidas humanas que había provocado. Será reemplazado por Dexter en la temporada de 2025.

## Estadísticas de temporada
Esta es una tabla de todos los sistemas que se han formado en la temporada de huracanes de 2019. Incluye su duración, nombres, áreas afectada(s), indicados entre paréntesis, daños y muertes totales. Las muertes entre paréntesis son adicionales e indirectas, pero aún estaban relacionadas con esa tormenta. Los daños y las muertes incluyen totales mientras que la tormenta era extratropical, una onda o un baja, y todas las cifras del daño están en USD 2019.
| DT | TT | 1 | 2 | 3 | 4 | 5 |

| Nombre                  | Fechas activo                   | Categoría de tormenta en intensidad máxima | Vientos máx. (km/h) | Presión min (hPa) | ACE      | Áreas afectadas                   | Áreas afectadas  | Áreas afectadas | Daños (en millones USD) | Muertos |
| Nombre                  | Fechas activo                   | Categoría de tormenta en intensidad máxima | Vientos máx. (km/h) | Presión min (hPa) | ACE      | Lugar                             | Fecha            | Vientos (km/h)  | Daños (en millones USD) | Muertos |
| ----------------------- | ------------------------------- | ------------------------------------------ | ------------------- | ----------------- | -------- | --------------------------------- | ---------------- | --------------- | ----------------------- | ------- |
| Andrea                  | 20 – 21 de mayo                 | Tormenta subtropical                       | 65 (40)             | 1006              | 0.3675   | Ninguno                           | Ninguno          | Ninguno         | N/A                     | 0       |
| Barry                   | 11 – 15 de julio                | Huracán categoría 1                        | 120 (75)            | 993               | 3.52     | Luisiana                          | 13 de julio      | 120 (75)        | $ 600 millones          | 0       |
| Tres                    | 22 – 23 de julio                | Depresión tropical                         | 55 (35)             | 1013              | 0        | Andros, Bahamas                   | 22 de julio      | 45 (30)         | N/A                     | 0       |
| Chantal                 | 20 – 23 de agosto               | Tormenta tropical                          | 65 (40)             | 1007              | 0.49     | Ninguno                           | Ninguno          | Ninguno         | N/A                     | 0       |
| Dorian                  | 24 de agosto – 7 de septiembre  | Huracán categoría 5                        | 295 (185)           | 910               | 48.9425  | Barbados                          | 27 de agosto     | 85 (50)         | $5 mil millones         | 84      |
| Dorian                  | 24 de agosto – 7 de septiembre  | Huracán categoría 5                        | 295 (185)           | 910               | 48.9425  | Santa Lucía                       | 27 de agosto     | 85 (50)         | $5 mil millones         | 84      |
| Dorian                  | 24 de agosto – 7 de septiembre  | Huracán categoría 5                        | 295 (185)           | 910               | 48.9425  | Saint Croix                       | 28 de agosto     | 120 (75)        | $5 mil millones         | 84      |
| Dorian                  | 24 de agosto – 7 de septiembre  | Huracán categoría 5                        | 295 (185)           | 910               | 48.9425  | Saint Thomas                      | 28 de agosto     | 130 (80)        | $5 mil millones         | 84      |
| Dorian                  | 24 de agosto – 7 de septiembre  | Huracán categoría 5                        | 295 (185)           | 910               | 48.9425  | Islas Ábaco, Bahamas              | 1 de septiembre  | 295 (185)       | $5 mil millones         | 84      |
| Dorian                  | 24 de agosto – 7 de septiembre  | Huracán categoría 5                        | 295 (185)           | 910               | 48.9425  | Gran Bahama, Bahamas              | 2 de septiembre  | 285 (180)       | $5 mil millones         | 84      |
| Dorian                  | 24 de agosto – 7 de septiembre  | Huracán categoría 5                        | 295 (185)           | 910               | 48.9425  | Cabo Hatteras, Carolina del Norte | 6 de septiembre  | 155 (100)       | $5 mil millones         | 84      |
| Erin                    | 26 – 29 de agosto               | Tormenta tropical                          | 65 (40)             | 1002              | 0.49     | Ninguno                           | Ninguno          | Ninguno         | N/A                     | 0       |
| Fernand                 | 3 – 5 de septiembre             | Tormenta tropical                          | 85 (50)             | 1000              | 0.8475   | Tamaulipas, México                | 4 de septiembre  | 75 (45)         | $ 383 millones          | 1       |
| Gabrielle               | 3 – 10 de septiembre            | Tormenta tropical                          | 100 (65)            | 995               | 5.3825   | Ninguno                           | Ninguno          | Ninguno         | N/A                     | 0       |
| Humberto                | 13 – 19 de septiembre           | Huracán categoría 3                        | 205 (125)           | 950               | 15.1525  | Ninguno                           | Ninguno          | Ninguno         | $ 25 millones           | 2       |
| Jerry                   | 17 – 24 de septiembre           | Huracán categoría 2                        | 165 (105)           | 976               | 9.3275   | Ninguno                           | Ninguno          | Ninguno         | N/A                     | 0       |
| Imelda                  | 17 – 19 de septiembre           | Tormenta tropical                          | 75 (45)             | 1003              | 0.16     | Freeport, Texas                   | 17 de septiembre | 75 (45)         | $ 5 mil millones        | 5       |
| Karen                   | 22 – 27 de septiembre           | Tormenta tropical                          | 75 (45)             | 1003              | 2.27     | Vieques y Culebra, Puerto Rico    | 24 de septiembre | 75 (45)         | N/A                     | 0       |
| Lorenzo                 | 23 de septiembre – 2 de octubre | Huracán categoría 5                        | 260 (160)           | 925               | 31.0275  | Ninguno                           | Ninguno          | Ninguno         | N/A                     | 19      |
| Melissa                 | 11 – 14 de octubre              | Tormenta tropical                          | 100 (65)            | 994               | 2.55     | Ninguno                           | Ninguno          | Ninguno         | N/A                     | 0       |
| Quince                  | 14 – 16 de octubre              | Depresión tropical                         | 55 (35)             | 1006              | 0        | Ninguno                           | Ninguno          | Ninguno         | N/A                     | 0       |
| Nestor                  | 18 – 19 de octubre              | Tormenta tropical                          | 95 (60)             | 996               | 0.75     | Ninguno                           | Ninguno          | Ninguno         | $ 125 millones          | 3       |
| Olga                    | 25 de octubre                   | Tormenta tropical                          | 75 (45)             | 998               | 0.2825   | Ninguno                           | Ninguno          | Ninguno         | $ 400 millones          | 1       |
| Pablo                   | 25 – 28 de octubre              | Huracán categoría 1                        | 130 (80)            | 977               | 3.635    | Ninguno                           | Ninguno          | Ninguno         | N/A                     | 0       |
| Rebekah                 | 30 de octubre – 1 de noviembre  | Tormenta subtropical                       | 85 (50)             | 982               | 1.21     | Ninguno                           | Ninguno          | Ninguno         | N/A                     | 0       |
| Sebastien               | 19 – 24 de noviembre            | Tormenta tropical                          | 110 (70)            | 991               | 5.7975   | Ninguno                           | Ninguno          | Ninguno         | N/A                     | 0       |
| Totales de la temporada |                                 |                                            |                     |                   |          |                                   |                  |                 |                         |         |
| 20 ciclones             | 20 de mayo – 24 de noviembre    |                                            | 295 (185)           | 910               | 132.2025 | 12                                | 12               | 12              | > $11.533 mil millones  | 120     |